# 松永共广
松永共广（まつなが ともひろ，1980年6月27日—）生于静冈县烧津市，身高163cm，是一名日本男子摔跤运动员，主攻自由式摔跤。他在2008年北京夏季奥林匹克运动会中，参加了男子自由式55公斤比赛并获得银牌。

## 學歷
- 飛龍高中( 今 沼津學園高中)  (和伊代野貴照是同級生）
- 日本體育大學